# Hisatomi Ken
Ken Hisatomi (久富 賢, sinh ngày 29 tháng 9 năm 1990) là một cầu thủ bóng đá người Nhật Bản thi đấu ở vị trí tiền vệ cho J3 League team Blaublitz Akita.

## Sự nghiệp
Ngày 5 tháng 12 năm 2013, Hisatomi được chọn vào đội hình của Fujieda MYFC mùa giải 2013 nhờ blog của một người hâm mộ.

## Thống kê câu lạc bộ
Cập nhật đến ngày 23 tháng 2 năm 2018.
| Thành tích câu lạc bộ | Thành tích câu lạc bộ | Thành tích câu lạc bộ | Giải vô địch | Giải vô địch | Cúp                   | Cúp                   | Tổng cộng | Tổng cộng |
| Mùa giải              | Câu lạc bộ            | Giải vô địch          | Số trận      | Bàn thắng    | Số trận               | Bàn thắng             | Số trận   | Bàn thắng |
| Nhật Bản              | Nhật Bản              | Nhật Bản              | Giải vô địch | Giải vô địch | Cúp Hoàng đế Nhật Bản | Cúp Hoàng đế Nhật Bản | Tổng cộng | Tổng cộng |
| --------------------- | --------------------- | --------------------- | ------------ | ------------ | --------------------- | --------------------- | --------- | --------- |
| 2009                  | Yokohama FC           | J2 League             | 6            | 0            | 0                     | 0                     | 6         | 0         |
| 2010                  | Yokohama FC           | J2 League             | 2            | 0            | 0                     | 0                     | 2         | 0         |
| 2011                  | Matsumoto Yamaga      | J2 League             | 0            | 0            | 3                     | 0                     | 3         | 0         |
| 2012                  | Matsumoto Yamaga      | J2 League             | 3            | 1            | 0                     | 0                     | 3         | 1         |
| 2012                  | Fujieda MYFC          | JFL                   | 9            | 1            | 0                     | 0                     | 9         | 1         |
| 2013                  | Fujieda MYFC          | JFL                   | 31           | 5            | 2                     | 0                     | 33        | 5         |
| 2014                  | Fujieda MYFC          | J3 League             | 33           | 2            | 1                     | 0                     | 34        | 2         |
| 2015                  | Fujieda MYFC          | J3 League             | 35           | 3            | 3                     | 0                     | 38        | 3         |
| 2016                  | Blaublitz Akita       | J3 League             | 30           | 5            | 2                     | 0                     | 32        | 5         |
| 2017                  | Blaublitz Akita       | J3 League             | 32           | 10           | 1                     | 0                     | 33        | 10        |
| Tổng                  | Tổng                  | Tổng                  | 181          | 27           | 12                    | 0                     | 193       | 27        |